# ريما عاصي الرحباني
ريما عاصي الرحباني (1965 - ) مخرجة سينمائية وكاتبة لبنانية، من أهم أعمالها هو فيلم وثائقي بعنوان (كانت حكاية) يتحدث عن والدها ووالدتها وقامت بإنتاجه في الذكرى الثالثة والعشرين لوفاة والدها بالإضافة إلى فيلم آخر بعنوان (تحية). 

## عائلتها
تنتمي ريما لعائلة فنية كبيرة، فوالدتها هي الفنانة فيروز ووالدها هو الفنان الراحل عاصي الرحباني، وهي الشقيقة الصغرى لكل من الفنان زياد الرحباني وهالي وليال. وأعمامها الفنان الراحل منصور الرحباني وإلياس الرحباني وخالتها الفنانة هدى حداد.